# Joseph Sifakis
Joseph Sifakis (em grego:  Ιωσήφ Σηφάκης; Heraclião, 26 de dezembro de 1946) é um informático greco-francês.
Foi laureado com o Prêmio Turing de 2007.
Contribuiu significativamente para o advento do Model Checking e sua difusão na indústria.
Estudou engenharia eletrônica na Universidade Técnica Nacional de Atenas, com doutorado em informática, mediante uma bolsa de estudos francesa, na Universidade Joseph Fourier, em Grenoble.